# Wellfleet Communications
Wellfleet Communications era un fabricante de equipos de enrutamiento con sede en Billerica, Massachusetts.
La compañía fue fundada en 1986 por Paul Severino quien hacía de presidente, CEO y Director de la misma. La empresa producía dos líneas principales de equipos, una dirigida a la pequeña y mediana empresa (AN) y otra dirigida a grandes operadores e ISPs (BCN y BLN). En 1994 se fusionó con SynOptics de Santa Clara, California para formar Bay Networks, la cual a su vez fue adquirida en 1996 por Nortel.
Wellfleet fue la compañía de más rápido crecimiento en 1992 y 1993 de acuerdo a la revista Fortune.
- Datos: Q940073